# Bürgermeisterei Ronsdorf
Die Bürgermeisterei Ronsdorf war im 19. Jahrhundert eine Bürgermeisterei im Kreis Lennep der preußischen Rheinprovinz. Sie ging aus dem mittelalterlichen bergischen Amt Beyenburg hervor, dass 1806 unter den Franzosen aufgelöst wurde und in eigenständige Kantone und Mairies unterteilt wurde.
Unter Preußen wurde die Mairie Ronsdorf in die Bürgermeisterei Ronsdorf umgewandelt. Heute entspricht das Gebiet der Bürgermeisterei (mit Ausnahme kleinerer Randbereiche, die 1929 an Remscheid gingen, und dem ehemals Ronsdorfer, aber heutigen Heckinghauser Wohnquartier Hammesberg) dem Stadtbezirk und Stadtteil Ronsdorf der bergischen Großstadt Wuppertal.

## Hintergrund und Geschichte
Die Wurzeln der Bürgermeisterei liegen in der mittelalterlichen Honschaft Erbschloe des Kirchspiels Lüttringhausen im  bergischen Amt Beyenburg. Das Herzogtum Berg gehörte zuletzt aufgrund von Erbfällen zum Besitz Königs Maximilian I. Joseph von Bayern. Am 15. März 1806 trat er das Herzogtum an Napoleon Bonaparte im Tausch gegen das Fürstentum Ansbach ab. Dieser übereignete das Herzogtum an seinen Schwager Joachim Murat, der es am 24. April 1806 zusammen mit den rechtsrheinischen Grafschaften Mark, Dortmund, Limburg, dem nördlichen Teil des Fürstentums Münster und weiteren Territorien zu dem Großherzogtum Berg vereinte.
Bald nach der Übernahme begann die französische Verwaltung im Großherzogtum neue und moderne Verwaltungsstrukturen nach französischem Vorbild einzuführen. Bis zum 3. August 1806 ersetzte und vereinheitlichte diese Kommunalreform die alten bergischen Ämter und Herrschaften. Sie sah die Schaffung von Départements, Arrondissements, Kantone und Munizipalitäten (ab Ende 1808 Mairies genannt) vor und brach mit den alten Adelsvorrechten in der Kommunalverwaltung. Am 14. November 1808 war dieser Prozess nach einer Neuordnung der ersten Strukturierung von 1806 abgeschlossen, die altbergischen Honschaften blieben dabei häufig erhalten und wurden als Landgemeinden den jeweiligen Mairies eines Kantons zugeordnet. In dieser Zeit wurde die Munizipalität bzw. Maire Ronsdorf als Teil des Kanton Ronsdorf im Arrondissement Elberfeld geschaffen. Ihr gehörten neben der Stadt Ronsdorf die Außenbürgerschaft Ronsdorf mit dem Dorf Erbschlö und den neun Rotten Holthauser Rotte, Scharpenacker Rotte, Marscheider Rotte, Blombacher Rotte, Hülsberger Rotte, Boxberger Rotte, Staller Rotte und
Heider Rotte an.
1813 zogen die Franzosen nach der Niederlage in der Völkerschlacht bei Leipzig aus dem Großherzogtum ab und es fiel ab Ende 1813 unter die provisorische Verwaltung durch Preußen im sogenannten Generalgouvernement Berg, die es 1815 durch die Beschlüsse des Wiener Kongreß endgültig zugesprochen bekamen. Mit Bildung der preußischen Provinz Jülich-Kleve-Berg 1816 wurden die vorhandenen Verwaltungsstrukturen im Großen und Ganzen zunächst beibehalten und unter Beibehaltung der französischen Grenzziehungen in preußische Landkreise, Bürgermeistereien und Gemeinden umgewandelt, die häufig bis in das 20. Jahrhundert Bestand hatten. Die Maire Ronsdorf wurde zur Bürgermeisterei Ronsdorf.
1815/16 lebten 3.972 Einwohner in der Bürgermeisterei.
Laut der Statistik und Topographie des Regierungsbezirks Düsseldorf besaß die Bürgermeisterei 1832 eine Einwohnerzahl von 5.676, die sich in 726 katholische und 4.951 evangelische Gemeindemitglieder aufteilten. Die Wohnplätze der Bürgermeisterei umfassten zusammen drei Kirchen, neun öffentliche Gebäude, 513 Wohnhäuser, 17 Fabriken und Mühlen und 215 landwirtschaftliche Gebäude.
Das Gemeindelexikon für die Provinz Rheinland von 1888 gibt für die Bürgermeisterei eine Einwohnerzahl von 10.542 an (9.201 evangelischen, 1.008 katholischen, 311 sonstig christlichen und zwei jüdischen Glaubens), die in 52 Wohnplätzen mit zusammen 830 Wohnhäuser und 2.108 Haushaltungen lebten. Die Fläche der Bürgermeisterei (2.043 ha) unterteilte sich in 816 ha Ackerland, 144 ha Wiesen und 920 ha Wald.
Zu der Bürgermeisterei gehörten 1888 die Wohnplätze und Ortschaften: Baur, Beek, Blaffertsberg, Blombach, Blombacherbach, Böckel, Boxberg, Büschgen, Delle, Dorn, Echo, Eiche, Erbschlö, Eschensiepen, Friedrichshöhe, Groß Hülsberg, Groß Sporkert, Grünenplatz, Hammesberg, Heidt, Höhe, Holthausen, Huckenbach, Hütte, Jägerhaus, Käshammer, Kastenberg, Klein Hülsberg, Klein Sporkert, Konradswüste, Kottsiepen, Kupferhammer, Laake, Linde, Lohsiepen, Marscheid, Marscheiderbach, Monschau, Neuenhaus, Rädchen, Scharpenacken, Schmalenhof, Sonnenschein, Stall, Staubenthal, Tannenbaum, Trotzhaus, Voßholt, Werbsiepen und Wolfskuhle.
Am 15. Mai 1900 fand ein Gebietstausch mit der benachbarten Bürgermeisterei Lüttringhausen statt. Abgegeben wurden Neuenhaus, Voßholt, Grünenplatz, Groß- und Kleinhülsberg und Eich, hinzu kamen Hütte, Graben, Mühle und einzelne Häuser am Grünenbaum und Blaffertsberg.
Mit dem preußischen Gesetz über die Regelung verschiedener Punkte des Gemeindeverfassungsrechts vom 27. Dezember 1927 wurde die Bürgermeisterei in ein Amt umgewandelt. Bei der Kommunalreformen von 1929 wurde das Amt aufgelöst und das Gemeindegebiet unter Gebietsabgaben an Remscheid der neu gegründeten Stadt Wuppertal zugeordnet.